# Odontaster robustus
Odontaster robustus är en sjöstjärneart som beskrevs av Addison Emery Verrill 1899. Odontaster robustus ingår i släktet Odontaster och familjen Odontasteridae. Inga underarter finns listade i Catalogue of Life.